# Kingston by Sea
Kingston by Sea – wieś w Anglii, w hrabstwie West Sussex, w dystrykcie Adur. Leży 38 km na wschód od miasta Chichester i 75 km na południe od Londynu.